# Lepidoblepharis oxycephalus
Espèce
Synonymes
- Gonatodes oxycephalus Werner, 1894

Lepidoblepharis oxycephalus est une espèce de geckos de la famille des Sphaerodactylidae.

## Répartition
Cette espèce est endémique d'Équateur. Il est à noter que la présence de cette espèce en Équateur n'a pas été confirmée depuis sa description en 1894.

## Description
C'est un gecko terrestre, diurne et insectivore.

## Publication originale
- Werner, 1894 : Herpetologische Nova. Zoologischer Anzeiger, vol. 17, p. 410-415 (texte intégral).